# Pemphigus vulgaris
Pemphigus vulgaris är en insektsart. Pemphigus vulgaris ingår i släktet Pemphigus och familjen långrörsbladlöss. Inga underarter finns listade i Catalogue of Life.